# Sárjáró

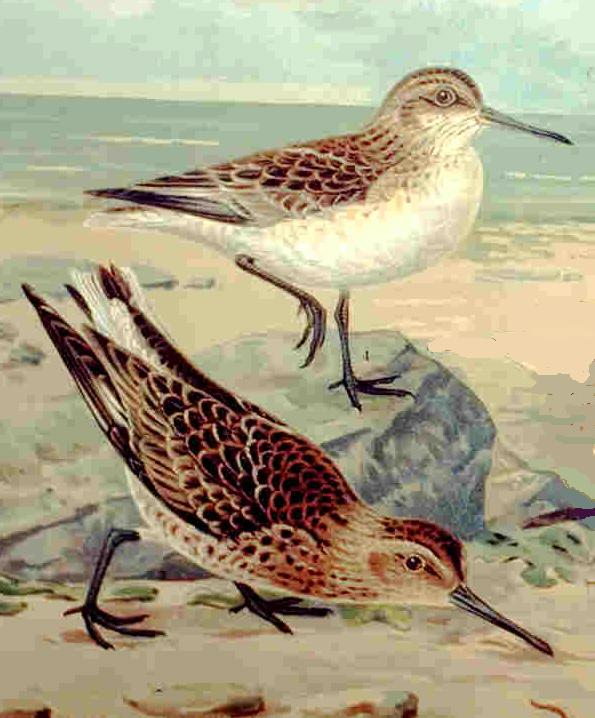

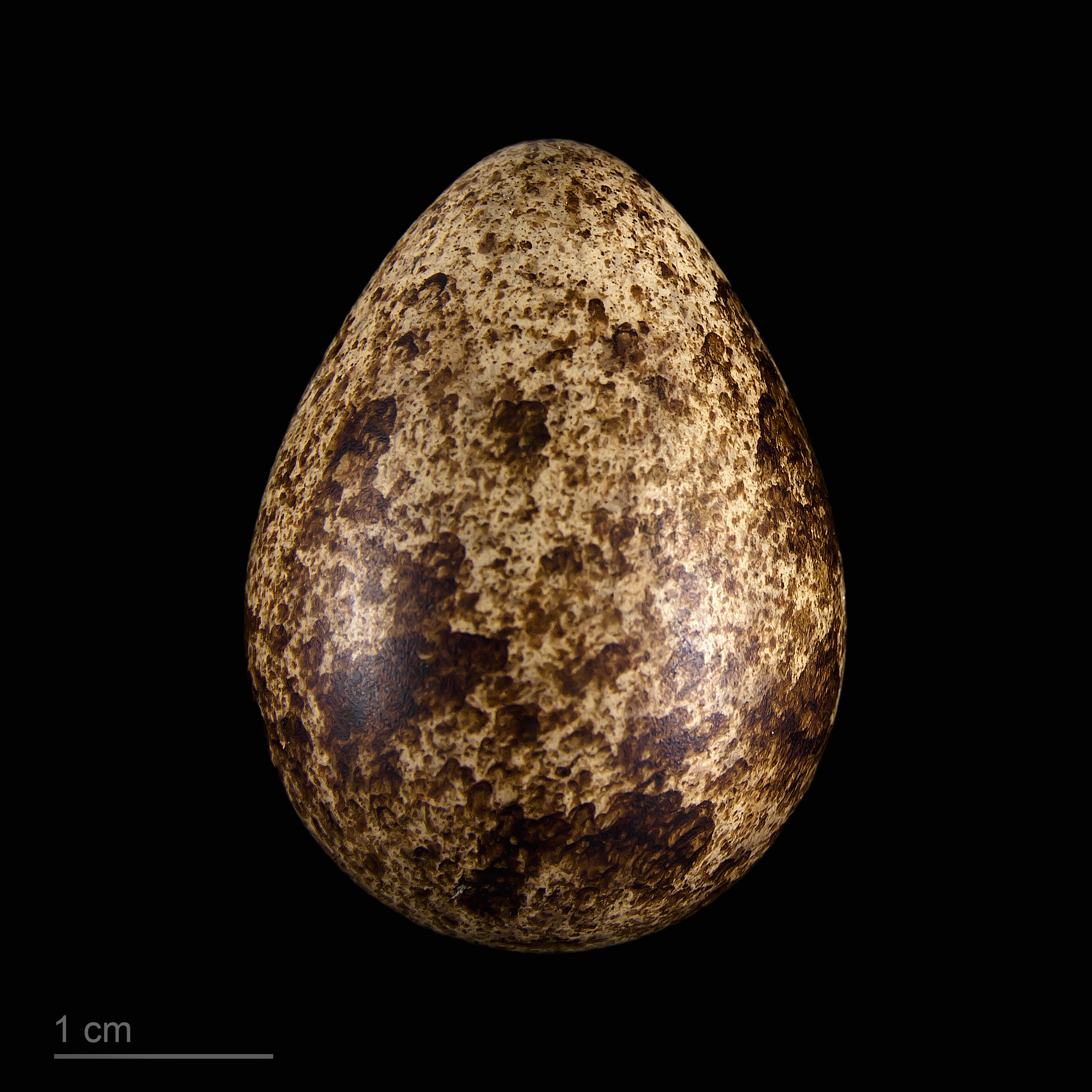
Limicola falcinellus falcinellus

A sárjáró (Calidris falcinellus) a madarak (Aves) osztályának lilealakúak (Charadriiformes) rendjébe, ezen belül a szalonkafélék (Scolopacidae) családjába tartozó faj.
Korábban a Limicola falcinellus néven a Limicola madárnem egyetlen fajának számított.

## Előfordulása
Oroszország északi részén és Alaszkában, a tőzeges vízállások környékén fészkel. Ősszel Afrikába vonul, eljut Madagaszkárig és Fokföldig is. Keleti vonulása során Ausztrália és Új-Zéland területérén is megtalálható.

## Alfajai
- Calidris falcinellus falcinellus
- Calidris falcinellus sibirica

## Megjelenése
Átlagos testhossza 16–17 centiméter, szárnyfesztávolsága 37–39 centiméteres, testtömege 30–49 gramm.

## Életmódja
Gerinctelen állatokkal és magvakkal táplálkozik. Lágyabb talajon szurkálással, máshol csipegetéssel szerzi zsákmányát.

## Szaporodása
A hím két-három fészket épít, amiből a tojó kiválaszt egyet és ebbe rakja tojásait. A fészek egy fűcsomó tetejére készül. Fészekalja 4 tojásból áll, melyek kiköltésében és gondozásában mindkét szülő részt vesz. A kikelt fiókák fészekhagyók.

## Kárpát-medencei előfordulása
Májusban és augusztustól szeptemberig Magyarországon rendszeres vendég.

## Védettsége
Magyarországon védett, természetvédelmi értéke 25 000 forint.